# Devin Carter
Devin Carter (Miami, 18 marzo 2002) è un cestista statunitense, professionista nella NBA con i Sacramento Kings.

## Biografia
È il figlio dell'ex cestista NBA e assistant coach Anthony Carter.

## Carriera
Dopo aver trascorso tre anni in NCAA giocando prima per i South Carolina Gamecocks e poi per i Providence Friars, viene scelto come tredicesima scelta assoluta al draft NBA 2024 dai Sacramento Kings.

## Statistiche

### College
| Anno      | Squadra           | PG | PT | MP   | TC%  | 3P%  | TL%  | RP  | AP  | PRP | SP  | PP   |
| --------- | ----------------- | -- | -- | ---- | ---- | ---- | ---- | --- | --- | --- | --- | ---- |
| 2021-2022 | S.C. Gamecocks    | 30 | 7  | 18,7 | 42,0 | 26,7 | 68,8 | 3,8 | 1,8 | 0,9 | 0,3 | 9,0  |
| 2022-2023 | Providence Friars | 33 | 33 | 32,0 | 42,7 | 29,9 | 72,0 | 4,9 | 2,5 | 1,8 | 1,1 | 13,0 |
| 2023-2024 | Providence Friars | 33 | 33 | 35,3 | 47,3 | 37,7 | 74,9 | 8,7 | 3,6 | 1,8 | 1,0 | 19,7 |
| Carriera  | Carriera          | 96 | 73 | 29,0 | 44,7 | 33,8 | 72,3 | 5,9 | 2,7 | 1,5 | 0,8 | 14,1 |

### NBA

#### Regular Season
| Anno      | Squadra          | PG | PT | MP   | TC%  | 3P%  | TL%  | RP  | AP  | PRP | SP  | PP  |
| --------- | ---------------- | -- | -- | ---- | ---- | ---- | ---- | --- | --- | --- | --- | --- |
| 2024-2025 | Sacramento Kings | 36 | 0  | 11,0 | 37,0 | 29,5 | 59,1 | 2,1 | 1,1 | 0,6 | 0,1 | 3,8 |
| Carriera  | Carriera         | 36 | 0  | 11,0 | 37,0 | 29,5 | 59,1 | 2,1 | 1,1 | 0,6 | 0,1 | 3,8 |

### G League
| Anno      | Squadra        | PG | PT | MP   | TC%  | 3P%  | TL%  | RP  | AP  | PRP | SP  | PP   |
| --------- | -------------- | -- | -- | ---- | ---- | ---- | ---- | --- | --- | --- | --- | ---- |
| 2024-2025 | Stockton Kings | 5  | 5  | 34,3 | 51,7 | 38,0 | 73,3 | 9,4 | 5,4 | 2,0 | 1,2 | 26,6 |
| Carriera  | Carriera       | 5  | 5  | 34,3 | 51,7 | 38,0 | 73,3 | 9,4 | 5,4 | 2,0 | 1,2 | 26,6 |